# Jacob Henning
Jacob Henning (* 26. Mai 1633 in Greifswald; † 28. September 1704 ebenda) war ein deutscher evangelischer Theologe.

## Leben
Geboren als Sohn des Bürgers und Achtmanns Jacobus Henning und seiner Frau Catharina (geb. Utessen), besuchte er frühzeitig die Stadtschule seiner Heimatstadt. Mit 18 Jahren bezog er das Gymnasium in Stettin und immatrikulierte sich Ostern 1653 an der Universität Wittenberg, wo er die Vorlesungen von Abraham Calov, Johannes Meisner, Andreas Kunad, Johannes Scharff und anderen Hochschullehrern besuchte und so die Lehre der lutherischen Orthodoxie kennenlernte. Daraufhin begab er sich an die Universität Frankfurt (Oder), um die dogmatischen Grundlagen der reformierten Kirche kennenzulernen, und kehrte nach Greifswald zurück.
Kaum in Greifswald angekommen, verstarb sein Vater. Nun fehlten ihm die Mittel, um sein Studium außerhalb fortzuführen, daher besuchte er die Vorlesungen an der Universität Greifswald, unter anderem bei Johann Friedrich König und übernahm zwei Jahre lang die Frühpredigten an der Domkirche St. Nikolai. Dadurch wurde er bekannt, und ihm wurde 1659 das Angebot gemacht, als Hofmeister der Kinder des königlichen Kriegsrates Johannes von Sparfeld zu arbeiten.
Mit den Kindern bereiste er bedeutende Städte. 1663 setzte er seine Studien an der Universität Tübingen fort, wo er die Vorlesungen von Tobias Wagner, Balthasar Raith, Johann Adam Osiander und Christoph Wölfflin besuchte. Untergebracht war er bei dem Rechtsgelehrten Johann Andreas Frommann, der ihn förderte. Nach anderthalb Jahren begab er sich an die Universität Straßburg, wo er bei Johann Conrad Dannhauer, Sebastian Schmidt, Balthasar Bebel und Johann Heinrich Boecler die Vorlesungen besuchte. Im Anschluss reiste er noch nach Frankreich und Italien.
1668 kehrte er von der Reise zurück und wurde im Januar 1669 als Professor der Ethik an die philosophische Fakultät der Universität Greifswald berufen. Während dieser Zeit beteiligte er sich aktiv am Bestand der Greifswalder Hochschule, reiste dazu zum schwedischen Hof und übernahm 1675 das Amt des Rektors der Hochschule. Dies übte er noch zwei weitere Jahre aus, da sein Nachfolger im Amt verstarb und der darauf folgende nach Mecklenburg verzog. Da 1676 eine Stelle an der theologischen Fakultät vakant geworden war, berief man Henning zum außerordentlichen Professor der Theologie, die er am 12. Januar 1676 übernahm.
Daraufhin erhob ihn der Kurfürst Friedrich Wilhelm zum ordentlichen Professor der Theologie, und er übernahm damit die Stelle des Pastors an der St. Jacobikirche. Am 1. Januar 1678 hielt er seine Antrittspredigt. Um den dafür notwendigen akademischen Grad zu erwerben, promovierte er am 1. Mai 1679 zum Doktor der Theologie, wurde 1680 Assessor am geistlichen Konsistorium, war 1682 zehnmal Prokanzler der Universität und verwaltete abermals das Amt des Rektors der Universität in den Jahren 1685 und 1698.
Henning lehnte Berufungen an die Universität Rostock, an die Universität Dropat und als Generalsuperintendent in Güstrow ab. Außer seinen akademischen Disputationen wurde von ihm nichts gedruckt, er hatte sich vielmehr in die Dienstbarkeit der Universität begeben und vorrangig organisatorische Aufgaben bewältigt.
Jacob Henning heiratete 1691 Magarethe Claden († 15. Mai 1702), mit der er keine Kinder hatte. Durch einen Herzanfall und Skorbut angeschlagen, verstarb er im Alter von 71 Jahren und wurde am 20. Oktober 1704 in Greifswald beigesetzt.